# Lope de Rueda
Lope de Rueda (ur. ok. 1510 w Sewilli, zm. 1565 w Kordobie) – hiszpański dramatopisarz i aktor.
Był pierwszym autorem dramatów dla hiszpańskiego teatru świeckiego. Tworzył tzw. passos (intermedia) - krótkie sceny obyczajowe prozą, do których wprowadził postać służącego (gracioso), charakterystyczną dla późniejszego hiszpańskiego teatru. Poza tym pisał komedie wzorowane na utworach starożytnych i włoskich pisarzy. Jego twórczość cenili i podziwiali Miguel de Cervantesa i Lope de Vega. Jego spuściznę dramatyczną wydał w 1567 Juan de Timoneda.